# ГЕС Ла-Гранд-3
ГЕС Ла-Гранд-3 (фр. La Grande-3) — діюча гідроелектростанція на річці Ла-Гранд — Квебек, Канада. Споруджена в рамках проекту Затока Джеймс. Власник — Hydro-Québec.
Потужність — 2418 МВт, була введена в експлуатацію у 1982–1984 роках. 12 радіально-осьових гідроагрегати. Напір — 79 м утворюється кам'яно-накидною греблею, що утворює водосховище Ла-Гранд-3 площею 2420 км².

## Ресурси Інтернету
- Hydro-Québec's La Grande Complex
- La Grande System
- La Grande-3